# Cá heo mũi chai
Tursiops truncatus, thường được biết đến như Cá heo mũi chai thông thường hay Cá heo mũi chai Đại Tây Dương (và trong tài liệu cũ chỉ đơn giản là Cá heo mũi chai) là một loài nổi tiếng trong họ Delphinidae, bộ Cetacea. Loài này được Montagu mô tả năm 1821.

## Hình ảnh

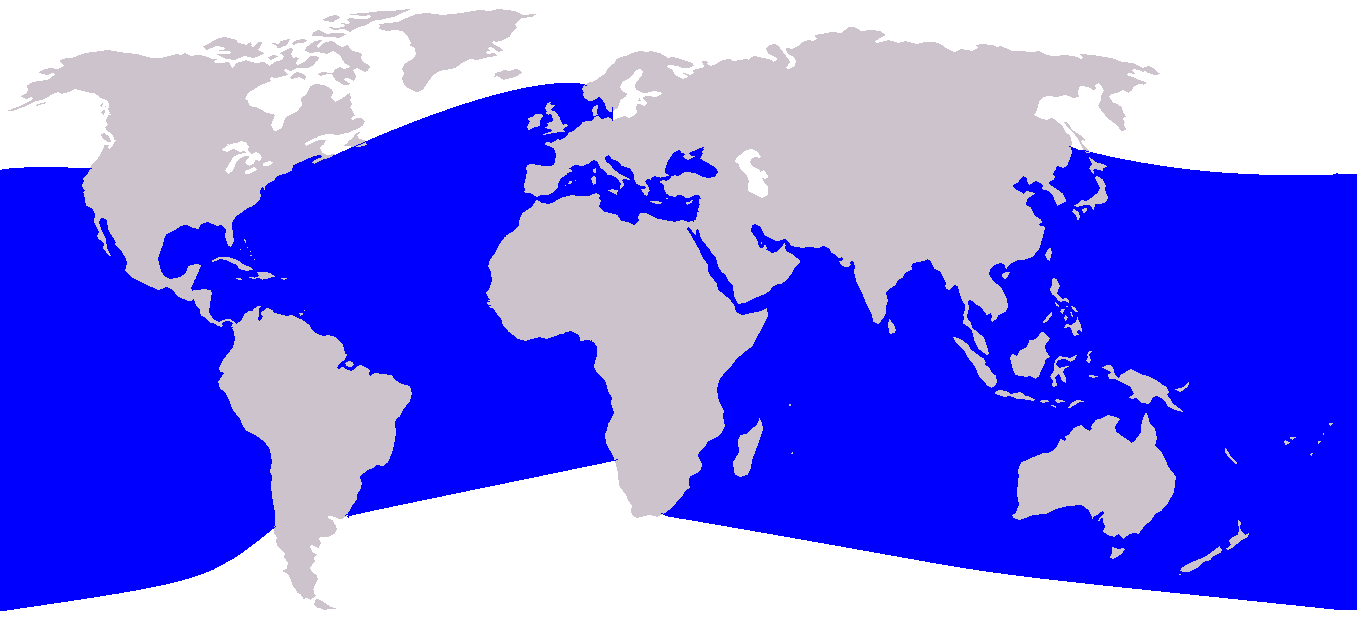
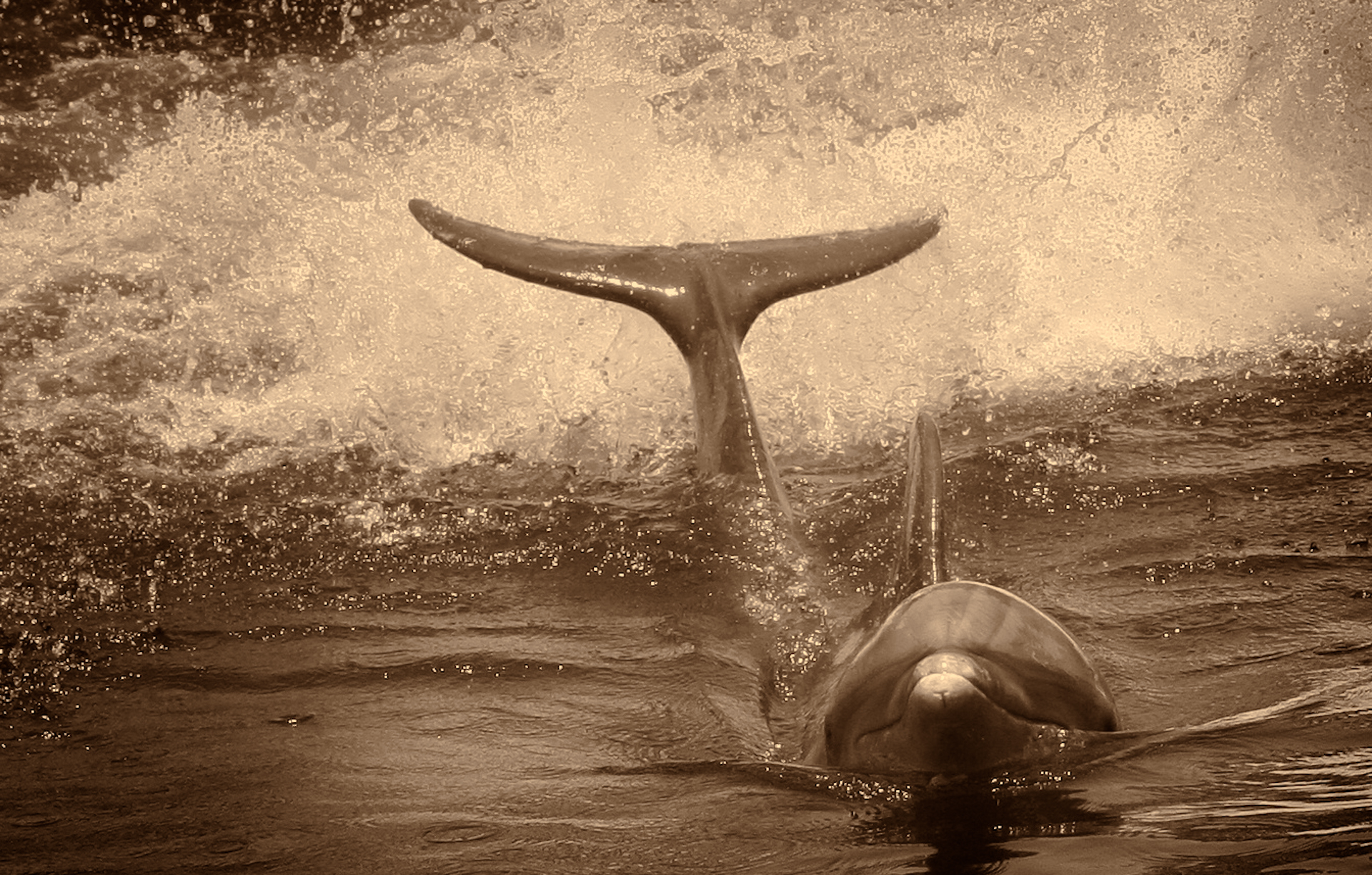
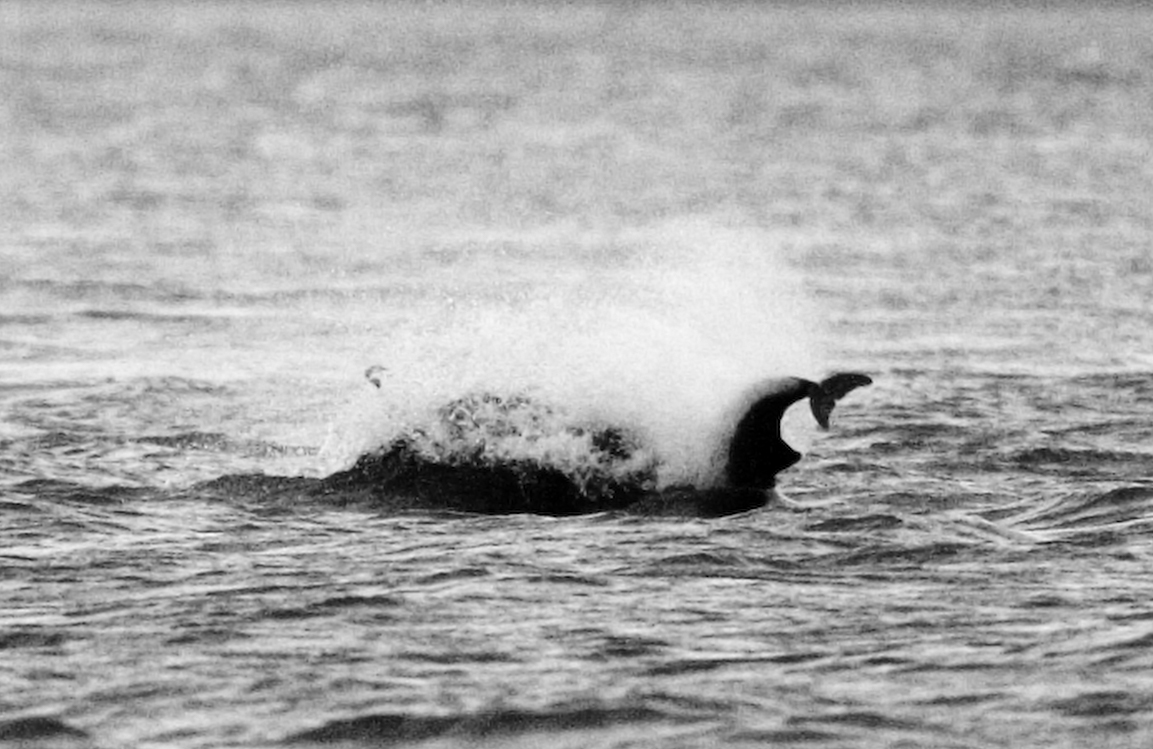
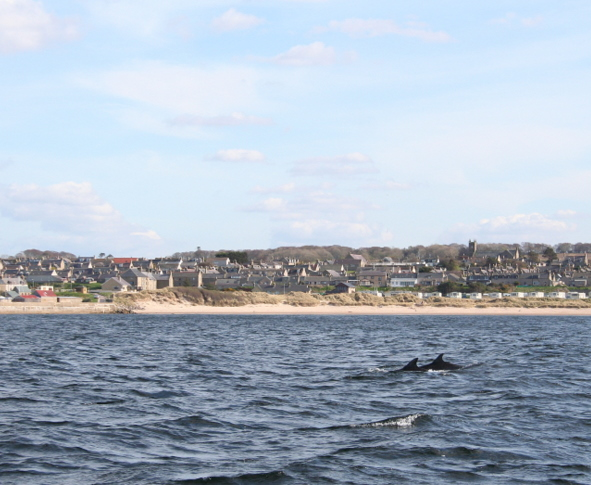
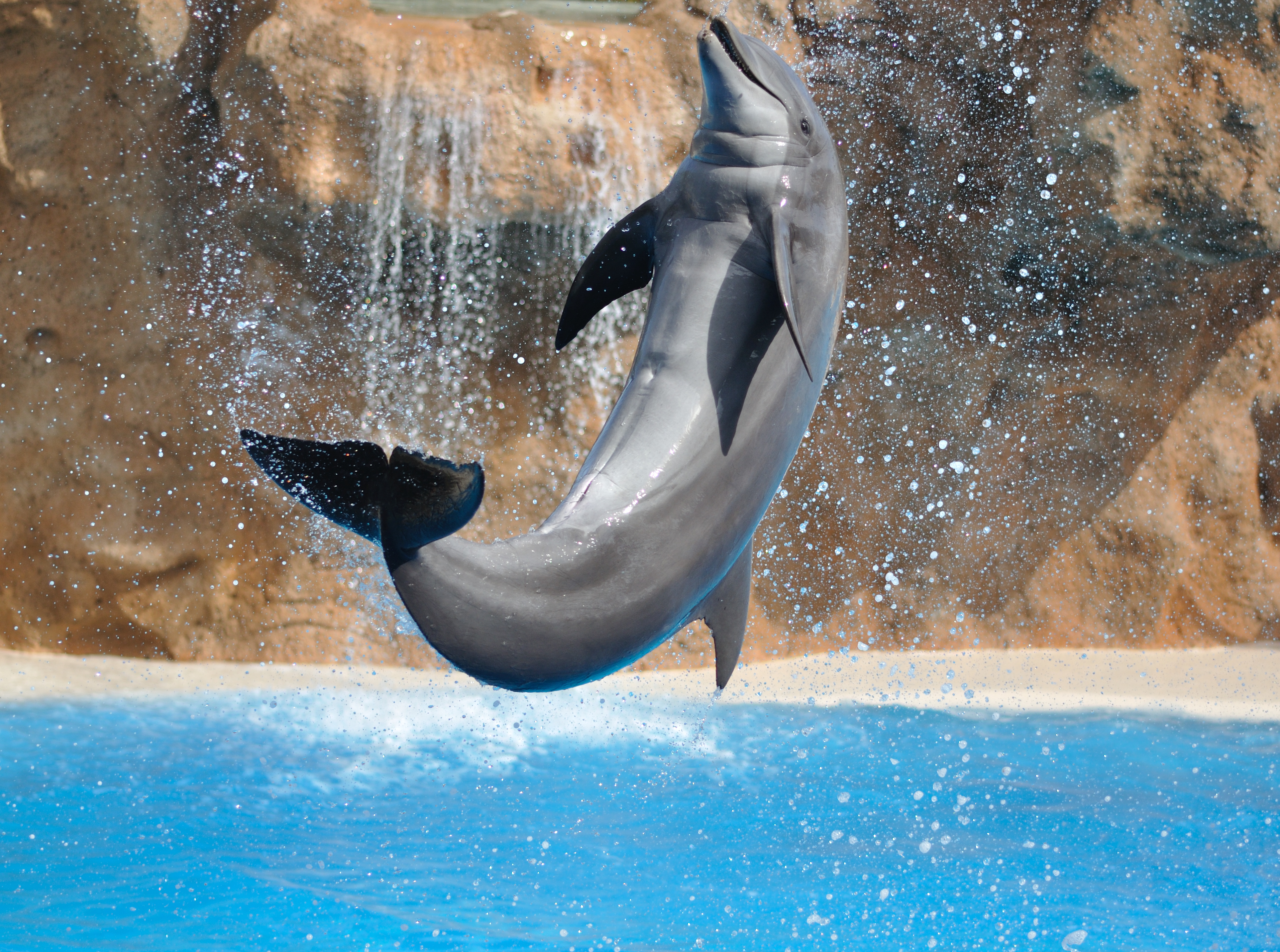
Một cá heo mũi chai thực hiện một màn nhảy lộn nhào tại vườn thú Loro Parque, Puerto de la Cruz, Tenerife, Tây Ban Nha.